# Чаунський район
Ча́унський рай́он (рос. Чаунский район) — один з районів Чукотського автономного округу. Розташований на північному заході округу з виходом у Східно-Сибірське море (довжина берегової лінії 580 км). Утворений 1933 року. Межує на заході з Білібінським, на сході з Шмідтовським, на південному сході з Анадирським районами.
Адміністративний центр району — місто Певек, яке вважається найпівнічнішим містом Росії. Населення району — 11,6 тис. (2002), на 2005 рік — 5 989 чол., 75% — у адміністративному центрі. Корінне населення — 1014 осіб. На території району розташовані три національні села: Айон, Риткучі, Янранай.
Мис Шелазький — найпівнічніша точка району і всієї континентальної Чукотки.

## Історія
Це один із найперших у всіх аспектах історії район Чукотки, який охоплює північне узбережжя переважно рівнинні околиці Чаунської губи й однойменної низовини, оточеної горами.
Чаунський район сильно постраждав від розпаду СРСР: з 1991 до 2002 року населення району зменшилося на 22 тисячі 321 людину. Припинено видобуток олова, ліквідовано всі поселення, за винятком адміністративного центру і національних сіл.
У 2002 році був прийнятий герб району, який внесено в Державний геральдичний реєстр під номером 957.
Сьогодні район — найбільш освоєний і один з найбільш густонаселених. Саме в Чаунському районі були відкриті перші родовища олова, золота Чукотки, саме звідси розпочалася видобуток цих металів, тут були побудовані перші дороги, електростанції та ЛЕП.

## Економіка
Сьогодні район — один з найбільших транспортних вузлів в окрузі. Аеропорт Чаунського району — другий за розміром на Чукотці — пов'язаний постійними авіалініями з Москвою, Магаданом, Анадирем, Братськом, а також іншими населеними пунктами Чукотки. Морський порт Певек — найбільший на Чукотці — є пунктом перевалки з магістральних ліній на каботажні та місцем зимування каботажного флоту. У 2007 році була визначена програма розвитку району на найближчі три роки і на перспективу.
У Певеці є гідрометеорологічне управління. У місті є велика автобаза та інші автотранспортні та дорожньо-будівельні підприємства. Отже, Певек є великим транспортним центром, значення якого виходить за межі району і всієї Чукотки.
У місті працює Чаунська ТЕЦ, подається через мережу ЛЕП енергію всьому району, завод будматеріалів, ремонтний завод, харчокомбінат і низка підприємств місцевого значення. Найбільші промислові підприємства Чаунского району — це ПК а/с «Чукотка» і ЗАТ «Аргон».
Сьогодні на території округу діють сільгосппідприємства МП СХП «Чаунське» і ТОВ а/с «Чукотка». На 1 січня 2006 року в господарствах усіх категорій району було 59 голів великої рогатої худоби, зокрема 31 корова. Поголів'я свиней в 2005 році проти 2004 року знизилося за рахунок забою і становило 214 голів. 2007 року в МП СХП «Чаунське» пройшов перший за останні 10 років плановий забій оленів — 980 голів.
Багаті поклади корисних копалин: золото (родовища Майське, Ельвенейське, г. Сипуча, Північно-Східне, Подвійне), срібло (родовище Подвійне), олово (родовища Валькумейське і Пиркакайське), ртуть (родовище Західно-Полянське).
Чаунський район має підстави стати першим на Чукотці, де сформується єдиний гірничо-промисловий комплекс. Щоб підвищити ефективність використання мінерально-сировинної бази району, необхідно виконати значний обсяг пошуково-оціночних робіт для виявлення родовищ розсипного і рудного золота, провести оцінку ресурсів золота в техногенних утвореннях. За 2005 рік в районі видобуто 1 956 989 кг золота та 90 230 272 кг срібла, що становить 110,1% і 104,7% рівня 2004 року.
У районі діє чотири полярні станції: Певек, Айон, Валькаркай, Чаун.

## Будівництво
2007 року в районі силами турецької компанії «Ямата Ятирим» проведена реконструкція МОУ «Центр освіти», в планах — спорудження палацу спорту та спортивно-оздоровчого комплексу, реконструкція дитячого садку у м. Певек, будівництво комплексу школа-дитячий сад-інтернат у с. Янранай, капітальний ремонт інтернату в с. Риткучі, оновлення районної лікарні. Крім цього у 2007 році були побудовані та реконструйовані: спортивної зал, а також проведений капітальний ремонт 2-х 8-квартирних та 2-х 12-квартирних будинків у с. Риткучі, побудований магазин-пекарня і котельня у с. Янранай. Було проведено благоустрій міста — набережноїй міста, встановлені парапет і бордюри, відсипаний ґрунт.

## Транспорт
У районі є аеропорт. Мережа автомобільних доріг, частина яких використовується протягом лише частини року. Залізниць немає.

## Заповідні території
Особливо охороняються природні території: Заказник «Чаунська губа» площею 210,5 тис. га. Геологічна пам'ятка природи «Качина» — 70 га. Ботанічні пам'ятки природи: «Айонська» — 13 га, «Роутан» — 19 га, "«Пінейвеємська» — 23 га. Водний пам'ятник природи «Раучуагітгін» — 573 га.